# Captain Sensible
Raymond Burns, más conocido como Captain Sensible (Londres, Inglaterra, 24 de abril de 1954), es un cantante, compositor y guitarrista inglés principalmente conocido por ser uno de los fundadores de la banda de punk rock The Damned.

## Trayectoria
A medidos de la década de 1970, Burns fue parte del grupo Johnny Mopped, antes de ser parte de la banda Masters of the Backside, la cual cambiaría su nombre por The Damned.
Su primer material discográfico solista fue en 1978 con el simple "Jet Boy, Jet Girl", grabado durante el hiato de The Damned.
Fue parte de The Damned durante 1976 hasta 1984 donde se retiró por diferencias creativas con el resto del grupo. Tras separarse, probó una notable carrera de solista de new wave, con éxitos tales como "Wot?", "Happy Talk", "One Christmas Catalogue" y "Glad It's All Over". También realizó giras musicales con su grupo Pink Floyd.
En 1981 participó en Diminished Responsibility, del grupo UK Subs en donde tocó los teclados.
En 1994 lanzó Live at the Milky Way, considerado el mejor trabajo de su carrera.
En 1996, regresó a The Damned cuando Rat Scabies se separó del grupo, y compuso parte de Grave Disorder (2001), el primer álbum de estudio de la banda desde su alejamiento, y hasta la fecha continúa en la actualidad haciendo giras con ellos, usando su característica boina roja y con su original manera de tocar la guitarra: con una lata vacía de cerveza.
Burns también es parte del supergrupo inglés Dead Men Walking, junto a Mike Peters (de The Alarm), Kirk Brandon (de Spear of Destiny) y Slim Jim Phantom (de Stray Cats).

## Discografía

### Como Solista
- Women and Captains First (1982), A&M – UK n.º 64
- The Power of Love (1983), A&M
- Revolution Now (1989), Deltic
- The Universe of Geoffrey Brown (1993), Humbug
- Live at the Milky Way (1994), Humbug
- Meathead (1995), Humbug
- Mad Cows and Englishmen (1996), Scratch

### Con The Damned
- Damned, Damned, Damned (1977)
- Music for Pleasure (1977)
- Machine Gun Etiquette (1979)
- The Black Album (1980)
- Strawberries (1982)
- Mindless, Directionless, Energy: Live at the Lyceum (1987)
- Final Damnation (1989)
- Grave Disorder (2001)
- So, Who's Paranoid? (2008)
- 35th Anniversary Tour: Live in Concert (2012)